# Dominic Herbst
Dominic Herbst (* 10. Dezember 1987 in Buchholz in der Nordheide) ist ein deutscher Politiker (Bündnis 90/Die Grünen) und seit November 2019 Bürgermeister der Stadt Neustadt am Rübenberge in der Region Hannover.

## Leben
Herbst wuchs ab seinem fünften Lebensjahr in Neustadt am Rübenberge auf. Dort besuchte er die Kooperative Gesamtschule Neustadt am Rübenberge, wo er 2007 sein Abitur machte. Anschließend absolvierte er eine Ausbildung als Kaufmann für Versicherungen und Finanzen bei der Allianz Deutschland. Bereits im Jahr 2006 wurde Herbst zum Jugendbürgermeister der Stadt Neustadt am Rübenberge gewählt.
Bei den Kommunalwahlen 2011 wurde er in den Stadtrat von Neustadt am Rübenberge gewählt. 2013 wurde er dort Fraktionssprecher seiner Partei.
Nachdem sein Parteikollege und bisheriger Bürgermeister von Neustadt am Rübenberge, Uwe Sternbeck, auf eine erneute Kandidatur verzichtete, trat Herbst am 26. Mai 2019 für seine Partei bei der Bürgermeisterwahl an. Er erreichte mit 25,4 % der abgegebenen Stimmen den zweiten Platz hinter Christina Schlicker (SPD), welche 26,8 % der abgegebenen Stimmen erhielt. Bei der darauffolgenden Stichwahl konnte er sich mit 59,6 % zu 40,4 % gegen Schlicker durchsetzen. Sein Amtsantritt erfolgte am 1. November 2019. Herbst ist damit der zweite grüne Bürgermeister in Folge.
Herbst wurde Ende 2019 vom Hauptausschuss in das Präsidium des Deutschen Städtetages gewählt.